# Лавирование (шахматы)
Лави́рование в шахматах —  маневрирование фигур с целью создания и использования слабостей в лагере соперника. Стратегический приём.
Термин предложен Ароном Нимцовичем, который охарактеризовал его следующим образом:
Две слабости, сами по себе вполне защитимые, попеременно берутся под обстрел… Партия проигрывается потому, что для защищающегося в какой-нибудь момент оказывается невозможным поспеть за противником в быстроте перегруппировки сил… Можно лавировать и против одной слабости; в этом случае необходимо, чтобы разнообразие способов атаки (например, атака фронтальная, фланговая, обходная) возмещало отсутствующее разнообразие слабостей.

## Пример лавирования
|   | a | b | c | d | e | f | g | h |   |
| - | --- | --- | --- | --- | --- | --- | --- | --- | - |
| 8 | h8 чёрная ладья · f7 чёрная пешка · g7 чёрный король · b6 чёрный ферзь · d6 чёрная пешка · g6 чёрная пешка · c5 чёрный конь · e5 чёрная пешка · g5 чёрный слон · h5 чёрная ладья · b4 чёрная пешка · c4 белый ферзь · e4 белая пешка · f3 белая пешка · g3 белая пешка · b2 белая пешка · c2 белая пешка · g2 белый король · h2 белый конь · d1 белая ладья · e1 белая ладья · f1 белый конь | h8 чёрная ладья · f7 чёрная пешка · g7 чёрный король · b6 чёрный ферзь · d6 чёрная пешка · g6 чёрная пешка · c5 чёрный конь · e5 чёрная пешка · g5 чёрный слон · h5 чёрная ладья · b4 чёрная пешка · c4 белый ферзь · e4 белая пешка · f3 белая пешка · g3 белая пешка · b2 белая пешка · c2 белая пешка · g2 белый король · h2 белый конь · d1 белая ладья · e1 белая ладья · f1 белый конь | h8 чёрная ладья · f7 чёрная пешка · g7 чёрный король · b6 чёрный ферзь · d6 чёрная пешка · g6 чёрная пешка · c5 чёрный конь · e5 чёрная пешка · g5 чёрный слон · h5 чёрная ладья · b4 чёрная пешка · c4 белый ферзь · e4 белая пешка · f3 белая пешка · g3 белая пешка · b2 белая пешка · c2 белая пешка · g2 белый король · h2 белый конь · d1 белая ладья · e1 белая ладья · f1 белый конь | h8 чёрная ладья · f7 чёрная пешка · g7 чёрный король · b6 чёрный ферзь · d6 чёрная пешка · g6 чёрная пешка · c5 чёрный конь · e5 чёрная пешка · g5 чёрный слон · h5 чёрная ладья · b4 чёрная пешка · c4 белый ферзь · e4 белая пешка · f3 белая пешка · g3 белая пешка · b2 белая пешка · c2 белая пешка · g2 белый король · h2 белый конь · d1 белая ладья · e1 белая ладья · f1 белый конь | h8 чёрная ладья · f7 чёрная пешка · g7 чёрный король · b6 чёрный ферзь · d6 чёрная пешка · g6 чёрная пешка · c5 чёрный конь · e5 чёрная пешка · g5 чёрный слон · h5 чёрная ладья · b4 чёрная пешка · c4 белый ферзь · e4 белая пешка · f3 белая пешка · g3 белая пешка · b2 белая пешка · c2 белая пешка · g2 белый король · h2 белый конь · d1 белая ладья · e1 белая ладья · f1 белый конь | h8 чёрная ладья · f7 чёрная пешка · g7 чёрный король · b6 чёрный ферзь · d6 чёрная пешка · g6 чёрная пешка · c5 чёрный конь · e5 чёрная пешка · g5 чёрный слон · h5 чёрная ладья · b4 чёрная пешка · c4 белый ферзь · e4 белая пешка · f3 белая пешка · g3 белая пешка · b2 белая пешка · c2 белая пешка · g2 белый король · h2 белый конь · d1 белая ладья · e1 белая ладья · f1 белый конь | h8 чёрная ладья · f7 чёрная пешка · g7 чёрный король · b6 чёрный ферзь · d6 чёрная пешка · g6 чёрная пешка · c5 чёрный конь · e5 чёрная пешка · g5 чёрный слон · h5 чёрная ладья · b4 чёрная пешка · c4 белый ферзь · e4 белая пешка · f3 белая пешка · g3 белая пешка · b2 белая пешка · c2 белая пешка · g2 белый король · h2 белый конь · d1 белая ладья · e1 белая ладья · f1 белый конь | h8 чёрная ладья · f7 чёрная пешка · g7 чёрный король · b6 чёрный ферзь · d6 чёрная пешка · g6 чёрная пешка · c5 чёрный конь · e5 чёрная пешка · g5 чёрный слон · h5 чёрная ладья · b4 чёрная пешка · c4 белый ферзь · e4 белая пешка · f3 белая пешка · g3 белая пешка · b2 белая пешка · c2 белая пешка · g2 белый король · h2 белый конь · d1 белая ладья · e1 белая ладья · f1 белый конь | 8 |
| 7 | h8 чёрная ладья · f7 чёрная пешка · g7 чёрный король · b6 чёрный ферзь · d6 чёрная пешка · g6 чёрная пешка · c5 чёрный конь · e5 чёрная пешка · g5 чёрный слон · h5 чёрная ладья · b4 чёрная пешка · c4 белый ферзь · e4 белая пешка · f3 белая пешка · g3 белая пешка · b2 белая пешка · c2 белая пешка · g2 белый король · h2 белый конь · d1 белая ладья · e1 белая ладья · f1 белый конь | h8 чёрная ладья · f7 чёрная пешка · g7 чёрный король · b6 чёрный ферзь · d6 чёрная пешка · g6 чёрная пешка · c5 чёрный конь · e5 чёрная пешка · g5 чёрный слон · h5 чёрная ладья · b4 чёрная пешка · c4 белый ферзь · e4 белая пешка · f3 белая пешка · g3 белая пешка · b2 белая пешка · c2 белая пешка · g2 белый король · h2 белый конь · d1 белая ладья · e1 белая ладья · f1 белый конь | h8 чёрная ладья · f7 чёрная пешка · g7 чёрный король · b6 чёрный ферзь · d6 чёрная пешка · g6 чёрная пешка · c5 чёрный конь · e5 чёрная пешка · g5 чёрный слон · h5 чёрная ладья · b4 чёрная пешка · c4 белый ферзь · e4 белая пешка · f3 белая пешка · g3 белая пешка · b2 белая пешка · c2 белая пешка · g2 белый король · h2 белый конь · d1 белая ладья · e1 белая ладья · f1 белый конь | h8 чёрная ладья · f7 чёрная пешка · g7 чёрный король · b6 чёрный ферзь · d6 чёрная пешка · g6 чёрная пешка · c5 чёрный конь · e5 чёрная пешка · g5 чёрный слон · h5 чёрная ладья · b4 чёрная пешка · c4 белый ферзь · e4 белая пешка · f3 белая пешка · g3 белая пешка · b2 белая пешка · c2 белая пешка · g2 белый король · h2 белый конь · d1 белая ладья · e1 белая ладья · f1 белый конь | h8 чёрная ладья · f7 чёрная пешка · g7 чёрный король · b6 чёрный ферзь · d6 чёрная пешка · g6 чёрная пешка · c5 чёрный конь · e5 чёрная пешка · g5 чёрный слон · h5 чёрная ладья · b4 чёрная пешка · c4 белый ферзь · e4 белая пешка · f3 белая пешка · g3 белая пешка · b2 белая пешка · c2 белая пешка · g2 белый король · h2 белый конь · d1 белая ладья · e1 белая ладья · f1 белый конь | h8 чёрная ладья · f7 чёрная пешка · g7 чёрный король · b6 чёрный ферзь · d6 чёрная пешка · g6 чёрная пешка · c5 чёрный конь · e5 чёрная пешка · g5 чёрный слон · h5 чёрная ладья · b4 чёрная пешка · c4 белый ферзь · e4 белая пешка · f3 белая пешка · g3 белая пешка · b2 белая пешка · c2 белая пешка · g2 белый король · h2 белый конь · d1 белая ладья · e1 белая ладья · f1 белый конь | h8 чёрная ладья · f7 чёрная пешка · g7 чёрный король · b6 чёрный ферзь · d6 чёрная пешка · g6 чёрная пешка · c5 чёрный конь · e5 чёрная пешка · g5 чёрный слон · h5 чёрная ладья · b4 чёрная пешка · c4 белый ферзь · e4 белая пешка · f3 белая пешка · g3 белая пешка · b2 белая пешка · c2 белая пешка · g2 белый король · h2 белый конь · d1 белая ладья · e1 белая ладья · f1 белый конь | h8 чёрная ладья · f7 чёрная пешка · g7 чёрный король · b6 чёрный ферзь · d6 чёрная пешка · g6 чёрная пешка · c5 чёрный конь · e5 чёрная пешка · g5 чёрный слон · h5 чёрная ладья · b4 чёрная пешка · c4 белый ферзь · e4 белая пешка · f3 белая пешка · g3 белая пешка · b2 белая пешка · c2 белая пешка · g2 белый король · h2 белый конь · d1 белая ладья · e1 белая ладья · f1 белый конь | 7 |
| 6 | h8 чёрная ладья · f7 чёрная пешка · g7 чёрный король · b6 чёрный ферзь · d6 чёрная пешка · g6 чёрная пешка · c5 чёрный конь · e5 чёрная пешка · g5 чёрный слон · h5 чёрная ладья · b4 чёрная пешка · c4 белый ферзь · e4 белая пешка · f3 белая пешка · g3 белая пешка · b2 белая пешка · c2 белая пешка · g2 белый король · h2 белый конь · d1 белая ладья · e1 белая ладья · f1 белый конь | h8 чёрная ладья · f7 чёрная пешка · g7 чёрный король · b6 чёрный ферзь · d6 чёрная пешка · g6 чёрная пешка · c5 чёрный конь · e5 чёрная пешка · g5 чёрный слон · h5 чёрная ладья · b4 чёрная пешка · c4 белый ферзь · e4 белая пешка · f3 белая пешка · g3 белая пешка · b2 белая пешка · c2 белая пешка · g2 белый король · h2 белый конь · d1 белая ладья · e1 белая ладья · f1 белый конь | h8 чёрная ладья · f7 чёрная пешка · g7 чёрный король · b6 чёрный ферзь · d6 чёрная пешка · g6 чёрная пешка · c5 чёрный конь · e5 чёрная пешка · g5 чёрный слон · h5 чёрная ладья · b4 чёрная пешка · c4 белый ферзь · e4 белая пешка · f3 белая пешка · g3 белая пешка · b2 белая пешка · c2 белая пешка · g2 белый король · h2 белый конь · d1 белая ладья · e1 белая ладья · f1 белый конь | h8 чёрная ладья · f7 чёрная пешка · g7 чёрный король · b6 чёрный ферзь · d6 чёрная пешка · g6 чёрная пешка · c5 чёрный конь · e5 чёрная пешка · g5 чёрный слон · h5 чёрная ладья · b4 чёрная пешка · c4 белый ферзь · e4 белая пешка · f3 белая пешка · g3 белая пешка · b2 белая пешка · c2 белая пешка · g2 белый король · h2 белый конь · d1 белая ладья · e1 белая ладья · f1 белый конь | h8 чёрная ладья · f7 чёрная пешка · g7 чёрный король · b6 чёрный ферзь · d6 чёрная пешка · g6 чёрная пешка · c5 чёрный конь · e5 чёрная пешка · g5 чёрный слон · h5 чёрная ладья · b4 чёрная пешка · c4 белый ферзь · e4 белая пешка · f3 белая пешка · g3 белая пешка · b2 белая пешка · c2 белая пешка · g2 белый король · h2 белый конь · d1 белая ладья · e1 белая ладья · f1 белый конь | h8 чёрная ладья · f7 чёрная пешка · g7 чёрный король · b6 чёрный ферзь · d6 чёрная пешка · g6 чёрная пешка · c5 чёрный конь · e5 чёрная пешка · g5 чёрный слон · h5 чёрная ладья · b4 чёрная пешка · c4 белый ферзь · e4 белая пешка · f3 белая пешка · g3 белая пешка · b2 белая пешка · c2 белая пешка · g2 белый король · h2 белый конь · d1 белая ладья · e1 белая ладья · f1 белый конь | h8 чёрная ладья · f7 чёрная пешка · g7 чёрный король · b6 чёрный ферзь · d6 чёрная пешка · g6 чёрная пешка · c5 чёрный конь · e5 чёрная пешка · g5 чёрный слон · h5 чёрная ладья · b4 чёрная пешка · c4 белый ферзь · e4 белая пешка · f3 белая пешка · g3 белая пешка · b2 белая пешка · c2 белая пешка · g2 белый король · h2 белый конь · d1 белая ладья · e1 белая ладья · f1 белый конь | h8 чёрная ладья · f7 чёрная пешка · g7 чёрный король · b6 чёрный ферзь · d6 чёрная пешка · g6 чёрная пешка · c5 чёрный конь · e5 чёрная пешка · g5 чёрный слон · h5 чёрная ладья · b4 чёрная пешка · c4 белый ферзь · e4 белая пешка · f3 белая пешка · g3 белая пешка · b2 белая пешка · c2 белая пешка · g2 белый король · h2 белый конь · d1 белая ладья · e1 белая ладья · f1 белый конь | 6 |
| 5 | h8 чёрная ладья · f7 чёрная пешка · g7 чёрный король · b6 чёрный ферзь · d6 чёрная пешка · g6 чёрная пешка · c5 чёрный конь · e5 чёрная пешка · g5 чёрный слон · h5 чёрная ладья · b4 чёрная пешка · c4 белый ферзь · e4 белая пешка · f3 белая пешка · g3 белая пешка · b2 белая пешка · c2 белая пешка · g2 белый король · h2 белый конь · d1 белая ладья · e1 белая ладья · f1 белый конь | h8 чёрная ладья · f7 чёрная пешка · g7 чёрный король · b6 чёрный ферзь · d6 чёрная пешка · g6 чёрная пешка · c5 чёрный конь · e5 чёрная пешка · g5 чёрный слон · h5 чёрная ладья · b4 чёрная пешка · c4 белый ферзь · e4 белая пешка · f3 белая пешка · g3 белая пешка · b2 белая пешка · c2 белая пешка · g2 белый король · h2 белый конь · d1 белая ладья · e1 белая ладья · f1 белый конь | h8 чёрная ладья · f7 чёрная пешка · g7 чёрный король · b6 чёрный ферзь · d6 чёрная пешка · g6 чёрная пешка · c5 чёрный конь · e5 чёрная пешка · g5 чёрный слон · h5 чёрная ладья · b4 чёрная пешка · c4 белый ферзь · e4 белая пешка · f3 белая пешка · g3 белая пешка · b2 белая пешка · c2 белая пешка · g2 белый король · h2 белый конь · d1 белая ладья · e1 белая ладья · f1 белый конь | h8 чёрная ладья · f7 чёрная пешка · g7 чёрный король · b6 чёрный ферзь · d6 чёрная пешка · g6 чёрная пешка · c5 чёрный конь · e5 чёрная пешка · g5 чёрный слон · h5 чёрная ладья · b4 чёрная пешка · c4 белый ферзь · e4 белая пешка · f3 белая пешка · g3 белая пешка · b2 белая пешка · c2 белая пешка · g2 белый король · h2 белый конь · d1 белая ладья · e1 белая ладья · f1 белый конь | h8 чёрная ладья · f7 чёрная пешка · g7 чёрный король · b6 чёрный ферзь · d6 чёрная пешка · g6 чёрная пешка · c5 чёрный конь · e5 чёрная пешка · g5 чёрный слон · h5 чёрная ладья · b4 чёрная пешка · c4 белый ферзь · e4 белая пешка · f3 белая пешка · g3 белая пешка · b2 белая пешка · c2 белая пешка · g2 белый король · h2 белый конь · d1 белая ладья · e1 белая ладья · f1 белый конь | h8 чёрная ладья · f7 чёрная пешка · g7 чёрный король · b6 чёрный ферзь · d6 чёрная пешка · g6 чёрная пешка · c5 чёрный конь · e5 чёрная пешка · g5 чёрный слон · h5 чёрная ладья · b4 чёрная пешка · c4 белый ферзь · e4 белая пешка · f3 белая пешка · g3 белая пешка · b2 белая пешка · c2 белая пешка · g2 белый король · h2 белый конь · d1 белая ладья · e1 белая ладья · f1 белый конь | h8 чёрная ладья · f7 чёрная пешка · g7 чёрный король · b6 чёрный ферзь · d6 чёрная пешка · g6 чёрная пешка · c5 чёрный конь · e5 чёрная пешка · g5 чёрный слон · h5 чёрная ладья · b4 чёрная пешка · c4 белый ферзь · e4 белая пешка · f3 белая пешка · g3 белая пешка · b2 белая пешка · c2 белая пешка · g2 белый король · h2 белый конь · d1 белая ладья · e1 белая ладья · f1 белый конь | h8 чёрная ладья · f7 чёрная пешка · g7 чёрный король · b6 чёрный ферзь · d6 чёрная пешка · g6 чёрная пешка · c5 чёрный конь · e5 чёрная пешка · g5 чёрный слон · h5 чёрная ладья · b4 чёрная пешка · c4 белый ферзь · e4 белая пешка · f3 белая пешка · g3 белая пешка · b2 белая пешка · c2 белая пешка · g2 белый король · h2 белый конь · d1 белая ладья · e1 белая ладья · f1 белый конь | 5 |
| 4 | h8 чёрная ладья · f7 чёрная пешка · g7 чёрный король · b6 чёрный ферзь · d6 чёрная пешка · g6 чёрная пешка · c5 чёрный конь · e5 чёрная пешка · g5 чёрный слон · h5 чёрная ладья · b4 чёрная пешка · c4 белый ферзь · e4 белая пешка · f3 белая пешка · g3 белая пешка · b2 белая пешка · c2 белая пешка · g2 белый король · h2 белый конь · d1 белая ладья · e1 белая ладья · f1 белый конь | h8 чёрная ладья · f7 чёрная пешка · g7 чёрный король · b6 чёрный ферзь · d6 чёрная пешка · g6 чёрная пешка · c5 чёрный конь · e5 чёрная пешка · g5 чёрный слон · h5 чёрная ладья · b4 чёрная пешка · c4 белый ферзь · e4 белая пешка · f3 белая пешка · g3 белая пешка · b2 белая пешка · c2 белая пешка · g2 белый король · h2 белый конь · d1 белая ладья · e1 белая ладья · f1 белый конь | h8 чёрная ладья · f7 чёрная пешка · g7 чёрный король · b6 чёрный ферзь · d6 чёрная пешка · g6 чёрная пешка · c5 чёрный конь · e5 чёрная пешка · g5 чёрный слон · h5 чёрная ладья · b4 чёрная пешка · c4 белый ферзь · e4 белая пешка · f3 белая пешка · g3 белая пешка · b2 белая пешка · c2 белая пешка · g2 белый король · h2 белый конь · d1 белая ладья · e1 белая ладья · f1 белый конь | h8 чёрная ладья · f7 чёрная пешка · g7 чёрный король · b6 чёрный ферзь · d6 чёрная пешка · g6 чёрная пешка · c5 чёрный конь · e5 чёрная пешка · g5 чёрный слон · h5 чёрная ладья · b4 чёрная пешка · c4 белый ферзь · e4 белая пешка · f3 белая пешка · g3 белая пешка · b2 белая пешка · c2 белая пешка · g2 белый король · h2 белый конь · d1 белая ладья · e1 белая ладья · f1 белый конь | h8 чёрная ладья · f7 чёрная пешка · g7 чёрный король · b6 чёрный ферзь · d6 чёрная пешка · g6 чёрная пешка · c5 чёрный конь · e5 чёрная пешка · g5 чёрный слон · h5 чёрная ладья · b4 чёрная пешка · c4 белый ферзь · e4 белая пешка · f3 белая пешка · g3 белая пешка · b2 белая пешка · c2 белая пешка · g2 белый король · h2 белый конь · d1 белая ладья · e1 белая ладья · f1 белый конь | h8 чёрная ладья · f7 чёрная пешка · g7 чёрный король · b6 чёрный ферзь · d6 чёрная пешка · g6 чёрная пешка · c5 чёрный конь · e5 чёрная пешка · g5 чёрный слон · h5 чёрная ладья · b4 чёрная пешка · c4 белый ферзь · e4 белая пешка · f3 белая пешка · g3 белая пешка · b2 белая пешка · c2 белая пешка · g2 белый король · h2 белый конь · d1 белая ладья · e1 белая ладья · f1 белый конь | h8 чёрная ладья · f7 чёрная пешка · g7 чёрный король · b6 чёрный ферзь · d6 чёрная пешка · g6 чёрная пешка · c5 чёрный конь · e5 чёрная пешка · g5 чёрный слон · h5 чёрная ладья · b4 чёрная пешка · c4 белый ферзь · e4 белая пешка · f3 белая пешка · g3 белая пешка · b2 белая пешка · c2 белая пешка · g2 белый король · h2 белый конь · d1 белая ладья · e1 белая ладья · f1 белый конь | h8 чёрная ладья · f7 чёрная пешка · g7 чёрный король · b6 чёрный ферзь · d6 чёрная пешка · g6 чёрная пешка · c5 чёрный конь · e5 чёрная пешка · g5 чёрный слон · h5 чёрная ладья · b4 чёрная пешка · c4 белый ферзь · e4 белая пешка · f3 белая пешка · g3 белая пешка · b2 белая пешка · c2 белая пешка · g2 белый король · h2 белый конь · d1 белая ладья · e1 белая ладья · f1 белый конь | 4 |
| 3 | h8 чёрная ладья · f7 чёрная пешка · g7 чёрный король · b6 чёрный ферзь · d6 чёрная пешка · g6 чёрная пешка · c5 чёрный конь · e5 чёрная пешка · g5 чёрный слон · h5 чёрная ладья · b4 чёрная пешка · c4 белый ферзь · e4 белая пешка · f3 белая пешка · g3 белая пешка · b2 белая пешка · c2 белая пешка · g2 белый король · h2 белый конь · d1 белая ладья · e1 белая ладья · f1 белый конь | h8 чёрная ладья · f7 чёрная пешка · g7 чёрный король · b6 чёрный ферзь · d6 чёрная пешка · g6 чёрная пешка · c5 чёрный конь · e5 чёрная пешка · g5 чёрный слон · h5 чёрная ладья · b4 чёрная пешка · c4 белый ферзь · e4 белая пешка · f3 белая пешка · g3 белая пешка · b2 белая пешка · c2 белая пешка · g2 белый король · h2 белый конь · d1 белая ладья · e1 белая ладья · f1 белый конь | h8 чёрная ладья · f7 чёрная пешка · g7 чёрный король · b6 чёрный ферзь · d6 чёрная пешка · g6 чёрная пешка · c5 чёрный конь · e5 чёрная пешка · g5 чёрный слон · h5 чёрная ладья · b4 чёрная пешка · c4 белый ферзь · e4 белая пешка · f3 белая пешка · g3 белая пешка · b2 белая пешка · c2 белая пешка · g2 белый король · h2 белый конь · d1 белая ладья · e1 белая ладья · f1 белый конь | h8 чёрная ладья · f7 чёрная пешка · g7 чёрный король · b6 чёрный ферзь · d6 чёрная пешка · g6 чёрная пешка · c5 чёрный конь · e5 чёрная пешка · g5 чёрный слон · h5 чёрная ладья · b4 чёрная пешка · c4 белый ферзь · e4 белая пешка · f3 белая пешка · g3 белая пешка · b2 белая пешка · c2 белая пешка · g2 белый король · h2 белый конь · d1 белая ладья · e1 белая ладья · f1 белый конь | h8 чёрная ладья · f7 чёрная пешка · g7 чёрный король · b6 чёрный ферзь · d6 чёрная пешка · g6 чёрная пешка · c5 чёрный конь · e5 чёрная пешка · g5 чёрный слон · h5 чёрная ладья · b4 чёрная пешка · c4 белый ферзь · e4 белая пешка · f3 белая пешка · g3 белая пешка · b2 белая пешка · c2 белая пешка · g2 белый король · h2 белый конь · d1 белая ладья · e1 белая ладья · f1 белый конь | h8 чёрная ладья · f7 чёрная пешка · g7 чёрный король · b6 чёрный ферзь · d6 чёрная пешка · g6 чёрная пешка · c5 чёрный конь · e5 чёрная пешка · g5 чёрный слон · h5 чёрная ладья · b4 чёрная пешка · c4 белый ферзь · e4 белая пешка · f3 белая пешка · g3 белая пешка · b2 белая пешка · c2 белая пешка · g2 белый король · h2 белый конь · d1 белая ладья · e1 белая ладья · f1 белый конь | h8 чёрная ладья · f7 чёрная пешка · g7 чёрный король · b6 чёрный ферзь · d6 чёрная пешка · g6 чёрная пешка · c5 чёрный конь · e5 чёрная пешка · g5 чёрный слон · h5 чёрная ладья · b4 чёрная пешка · c4 белый ферзь · e4 белая пешка · f3 белая пешка · g3 белая пешка · b2 белая пешка · c2 белая пешка · g2 белый король · h2 белый конь · d1 белая ладья · e1 белая ладья · f1 белый конь | h8 чёрная ладья · f7 чёрная пешка · g7 чёрный король · b6 чёрный ферзь · d6 чёрная пешка · g6 чёрная пешка · c5 чёрный конь · e5 чёрная пешка · g5 чёрный слон · h5 чёрная ладья · b4 чёрная пешка · c4 белый ферзь · e4 белая пешка · f3 белая пешка · g3 белая пешка · b2 белая пешка · c2 белая пешка · g2 белый король · h2 белый конь · d1 белая ладья · e1 белая ладья · f1 белый конь | 3 |
| 2 | h8 чёрная ладья · f7 чёрная пешка · g7 чёрный король · b6 чёрный ферзь · d6 чёрная пешка · g6 чёрная пешка · c5 чёрный конь · e5 чёрная пешка · g5 чёрный слон · h5 чёрная ладья · b4 чёрная пешка · c4 белый ферзь · e4 белая пешка · f3 белая пешка · g3 белая пешка · b2 белая пешка · c2 белая пешка · g2 белый король · h2 белый конь · d1 белая ладья · e1 белая ладья · f1 белый конь | h8 чёрная ладья · f7 чёрная пешка · g7 чёрный король · b6 чёрный ферзь · d6 чёрная пешка · g6 чёрная пешка · c5 чёрный конь · e5 чёрная пешка · g5 чёрный слон · h5 чёрная ладья · b4 чёрная пешка · c4 белый ферзь · e4 белая пешка · f3 белая пешка · g3 белая пешка · b2 белая пешка · c2 белая пешка · g2 белый король · h2 белый конь · d1 белая ладья · e1 белая ладья · f1 белый конь | h8 чёрная ладья · f7 чёрная пешка · g7 чёрный король · b6 чёрный ферзь · d6 чёрная пешка · g6 чёрная пешка · c5 чёрный конь · e5 чёрная пешка · g5 чёрный слон · h5 чёрная ладья · b4 чёрная пешка · c4 белый ферзь · e4 белая пешка · f3 белая пешка · g3 белая пешка · b2 белая пешка · c2 белая пешка · g2 белый король · h2 белый конь · d1 белая ладья · e1 белая ладья · f1 белый конь | h8 чёрная ладья · f7 чёрная пешка · g7 чёрный король · b6 чёрный ферзь · d6 чёрная пешка · g6 чёрная пешка · c5 чёрный конь · e5 чёрная пешка · g5 чёрный слон · h5 чёрная ладья · b4 чёрная пешка · c4 белый ферзь · e4 белая пешка · f3 белая пешка · g3 белая пешка · b2 белая пешка · c2 белая пешка · g2 белый король · h2 белый конь · d1 белая ладья · e1 белая ладья · f1 белый конь | h8 чёрная ладья · f7 чёрная пешка · g7 чёрный король · b6 чёрный ферзь · d6 чёрная пешка · g6 чёрная пешка · c5 чёрный конь · e5 чёрная пешка · g5 чёрный слон · h5 чёрная ладья · b4 чёрная пешка · c4 белый ферзь · e4 белая пешка · f3 белая пешка · g3 белая пешка · b2 белая пешка · c2 белая пешка · g2 белый король · h2 белый конь · d1 белая ладья · e1 белая ладья · f1 белый конь | h8 чёрная ладья · f7 чёрная пешка · g7 чёрный король · b6 чёрный ферзь · d6 чёрная пешка · g6 чёрная пешка · c5 чёрный конь · e5 чёрная пешка · g5 чёрный слон · h5 чёрная ладья · b4 чёрная пешка · c4 белый ферзь · e4 белая пешка · f3 белая пешка · g3 белая пешка · b2 белая пешка · c2 белая пешка · g2 белый король · h2 белый конь · d1 белая ладья · e1 белая ладья · f1 белый конь | h8 чёрная ладья · f7 чёрная пешка · g7 чёрный король · b6 чёрный ферзь · d6 чёрная пешка · g6 чёрная пешка · c5 чёрный конь · e5 чёрная пешка · g5 чёрный слон · h5 чёрная ладья · b4 чёрная пешка · c4 белый ферзь · e4 белая пешка · f3 белая пешка · g3 белая пешка · b2 белая пешка · c2 белая пешка · g2 белый король · h2 белый конь · d1 белая ладья · e1 белая ладья · f1 белый конь | h8 чёрная ладья · f7 чёрная пешка · g7 чёрный король · b6 чёрный ферзь · d6 чёрная пешка · g6 чёрная пешка · c5 чёрный конь · e5 чёрная пешка · g5 чёрный слон · h5 чёрная ладья · b4 чёрная пешка · c4 белый ферзь · e4 белая пешка · f3 белая пешка · g3 белая пешка · b2 белая пешка · c2 белая пешка · g2 белый король · h2 белый конь · d1 белая ладья · e1 белая ладья · f1 белый конь | 2 |
| 1 | h8 чёрная ладья · f7 чёрная пешка · g7 чёрный король · b6 чёрный ферзь · d6 чёрная пешка · g6 чёрная пешка · c5 чёрный конь · e5 чёрная пешка · g5 чёрный слон · h5 чёрная ладья · b4 чёрная пешка · c4 белый ферзь · e4 белая пешка · f3 белая пешка · g3 белая пешка · b2 белая пешка · c2 белая пешка · g2 белый король · h2 белый конь · d1 белая ладья · e1 белая ладья · f1 белый конь | h8 чёрная ладья · f7 чёрная пешка · g7 чёрный король · b6 чёрный ферзь · d6 чёрная пешка · g6 чёрная пешка · c5 чёрный конь · e5 чёрная пешка · g5 чёрный слон · h5 чёрная ладья · b4 чёрная пешка · c4 белый ферзь · e4 белая пешка · f3 белая пешка · g3 белая пешка · b2 белая пешка · c2 белая пешка · g2 белый король · h2 белый конь · d1 белая ладья · e1 белая ладья · f1 белый конь | h8 чёрная ладья · f7 чёрная пешка · g7 чёрный король · b6 чёрный ферзь · d6 чёрная пешка · g6 чёрная пешка · c5 чёрный конь · e5 чёрная пешка · g5 чёрный слон · h5 чёрная ладья · b4 чёрная пешка · c4 белый ферзь · e4 белая пешка · f3 белая пешка · g3 белая пешка · b2 белая пешка · c2 белая пешка · g2 белый король · h2 белый конь · d1 белая ладья · e1 белая ладья · f1 белый конь | h8 чёрная ладья · f7 чёрная пешка · g7 чёрный король · b6 чёрный ферзь · d6 чёрная пешка · g6 чёрная пешка · c5 чёрный конь · e5 чёрная пешка · g5 чёрный слон · h5 чёрная ладья · b4 чёрная пешка · c4 белый ферзь · e4 белая пешка · f3 белая пешка · g3 белая пешка · b2 белая пешка · c2 белая пешка · g2 белый король · h2 белый конь · d1 белая ладья · e1 белая ладья · f1 белый конь | h8 чёрная ладья · f7 чёрная пешка · g7 чёрный король · b6 чёрный ферзь · d6 чёрная пешка · g6 чёрная пешка · c5 чёрный конь · e5 чёрная пешка · g5 чёрный слон · h5 чёрная ладья · b4 чёрная пешка · c4 белый ферзь · e4 белая пешка · f3 белая пешка · g3 белая пешка · b2 белая пешка · c2 белая пешка · g2 белый король · h2 белый конь · d1 белая ладья · e1 белая ладья · f1 белый конь | h8 чёрная ладья · f7 чёрная пешка · g7 чёрный король · b6 чёрный ферзь · d6 чёрная пешка · g6 чёрная пешка · c5 чёрный конь · e5 чёрная пешка · g5 чёрный слон · h5 чёрная ладья · b4 чёрная пешка · c4 белый ферзь · e4 белая пешка · f3 белая пешка · g3 белая пешка · b2 белая пешка · c2 белая пешка · g2 белый король · h2 белый конь · d1 белая ладья · e1 белая ладья · f1 белый конь | h8 чёрная ладья · f7 чёрная пешка · g7 чёрный король · b6 чёрный ферзь · d6 чёрная пешка · g6 чёрная пешка · c5 чёрный конь · e5 чёрная пешка · g5 чёрный слон · h5 чёрная ладья · b4 чёрная пешка · c4 белый ферзь · e4 белая пешка · f3 белая пешка · g3 белая пешка · b2 белая пешка · c2 белая пешка · g2 белый король · h2 белый конь · d1 белая ладья · e1 белая ладья · f1 белый конь | h8 чёрная ладья · f7 чёрная пешка · g7 чёрный король · b6 чёрный ферзь · d6 чёрная пешка · g6 чёрная пешка · c5 чёрный конь · e5 чёрная пешка · g5 чёрный слон · h5 чёрная ладья · b4 чёрная пешка · c4 белый ферзь · e4 белая пешка · f3 белая пешка · g3 белая пешка · b2 белая пешка · c2 белая пешка · g2 белый король · h2 белый конь · d1 белая ладья · e1 белая ладья · f1 белый конь | 1 |
|   | a | b | c | d | e | f | g | h |   |

Пример лавирования можно увидеть в партии Ричарда Тейхмана с Ароном Нимцовичем 1911 года. В позиции на диаграмме у чёрных значительное давление на королевском фланге. Это сковывает фигуры белых, однако за чёрных не видно продолжения атаки. Тогда Нимцович решает путём лавирования создать слабости на ферзевом фланге.
31... Ке6
Конь создает угрозу, во-первых, вторжения чёрных фигур в лагерь белых через поле f4: так тихий ход 32... Сf4 полностью уничтожает защиту белых. Бить слона нельзя ввиду мата: 32... Сf4 33. gf K:f4+ 34. Kph1 Л:h2+ 35. К:h2 Л:h2+ 36. Kp:h2 Фf2+ 37. Kph1 Фg2#
Во-вторых, конь стремится попасть на d4, где у него будет возможность создать слабости на ферзевом фланге, нападая на пешку с2. От обеих угроз чёрного коня белые не в состоянии уйти.
32. Ле2.
Белые стараются отразить более опасную угрозу атаки на королевском фланге, предпочитая отдать поле d4 коню, который попадает туда с выигрышем темпа:
32... Кd4 
 33. Лее1 Фb7
Ход 34... Лс8 нельзя отразить без жертв. Чтобы не допустить чёрную ладью на вторую горизонталь, белым приходится отдавать качество.
 34. Л:d4 ed
В итоге чёрные выиграли партию.